# Nemanja Momčilović
Nemanja Momčilović (en serbe : Немања Момчиловић), né le 15 avril 1991 à Prokuplje, est un gardien de but international serbe de futsal.
Dans sa carrière, Nemanja Momcilovic défend les couleurs des clubs serbes de Prokuplje et Ekonomac. Il part ensuite dans le club de Nikars à Riga, puis revient à Ekonomac avant de jouer à Mostar en Bosnie-Herzégovine.

## Biographie
Nemanja Momčilović naît à Prokuplje. Il débute le football dans l'équipe locale de Toplicanin au poste de milieu gauche. À l'occasion d'un match, le gardien de son équipe est absent et Nemanja le remplace.
Le joueur est alors invité à rejoindre le KMF Prokuplje en futsal.
Dans sa carrière, Nemanja Momcilovic défende les couleurs des clubs serbes de Prokuplje et Ekonomac. Il part ensuite dans le club de Nikars à Riga, puis revient à Ekonomac avant de jouer à Mostar en Bosnie-Herzégovine.
Pour la saison 2020-2021, Momčilović rejoint le club serbe de Niš.
À l'été 2021, le gardien de la Serbie fait partie des internationaux recrutés par le postulant au titre de champion de France, Mouvaux Lille Métropole Futsal,.

### En équipe nationale
En octobre 2019, Nemanja Momčilović se distingue lors d'un match contre la France dans le cadre des qualifications de la zone Europe pour la Coupe du monde 2021. Le gardien serbe participe à la victoire 4-2 des siens en inscrivant un but.
Au sein des buts de la sélection serbe, Momčilović prend la succession de Miodrag Aksentijević.
En novembre 2021, Momčilović inscrit pour la seconde fois de sa carrière un but en compétition internationale. En barrage retour de qualification pour l'Euro 2022 face à la Biélorussie (victoire 3-1 à l'aller), Nemanja tire à travers le terrain et marque le but du 0-2 d'une barre rentrante (victoire 2-3).
Nemanja Momčilović fait ensuite partie de la sélection serbe pour le Championnat d'Europe 2022 début janvier.

## Statistiques
| Saison                | Club                  | Championnat           | Championnat | Championnat | Coupe(s) nationale(s) | Coupe(s) nationale(s) | Compétition(s) continentale(s) | Compétition(s) continentale(s) | Compétition(s) continentale(s) | Serbie | Serbie | Total | Total |
| Saison                | Club                  | Division              | M.          | B.          | M.                    | B.                    | Comp.                          | M.                             | B.                             | M.     | B.     | M.    | B.    |
| 2013-2014             | Ekonomac              | D1                    | -           | -           | -                     | -                     | -                              | -                              | -                              | -      | -      | 0     | 0     |
| 2014-2015             | Ekonomac              | D1                    | -           | -           | -                     | -                     | -                              | -                              | -                              | -      | -      | 0     | 0     |
| 2014-2015             | Nikars                | D1                    | -           | -           | -                     | -                     | -                              | -                              | -                              | -      | -      | 0     | 0     |
| 2015-2016             | Nikars                | D1                    | -           | -           | -                     | -                     | -                              | -                              | -                              | 2      | -      | 2     | 0     |
| 2016-2017             | Ekonomac              | D1                    | -           | -           | -                     | -                     | -                              | -                              | -                              | -      | -      | 0     | 0     |
| 2017-2018             | Ekonomac              | D1                    | -           | -           | -                     | -                     | C1                             | 3                              | -                              | 1      | -      | 4     | 0     |
| 2018-2019             | Ekonomac              | D1                    | -           | -           | -                     | -                     | C1                             | 3                              | -                              | -      | -      | 3     | 0     |
| 2019-2020             | MNK Mostar            | D1                    | -           | -           | -                     | -                     | C1                             | 6                              | -                              | 6      | 1      | 12    | 1     |
| 2020-2021             | Niš futsal            | D1                    | -           | -           | -                     | -                     | -                              | -                              | -                              | 6      | -      | 6     | 0     |
| 2021-2022             | Mouvaux LMF           | D1                    | -           | -           | -                     | -                     | -                              | -                              | -                              | 2      | 1      | 2     | 1     |
| Total sur la carrière | Total sur la carrière | Total sur la carrière | -           | -           | -                     | -                     | -                              | 12                             | 0                              | 17     | 2      | 29    | 2     |

## Palmarès
- Coupe de France
  - Finaliste : 2022